# 勝山市立平泉寺小学校
勝山市立平泉寺小学校（かつやましりつ へいせんじしょうがっこう）は、福井県勝山市平泉寺町に所在する公立小学校。2014年からユネスコスクール加盟校。勝山市内の他の公立小学校と同様に持続可能な開発のための教育（ESD）に注力している。全校児童は2020年10月時点で40人。

## 特色

### プログラミング学習
福井県内のIT企業有志により開発されたプログラミング学習用パーソナルコンピュータ「IchigoDake」を2017年に導入した。放課後や家庭での学習を見据えた環境整備を行っており、全校児童と全教職員に各1台ずつ、また図書室にも数台を導入した。2020年に予定されたプログラミング教育必修化に備えてのことであった。

### 外部との連携
ESDへの取り組みの一環で福井市一乗小学校と連携し、2019年から互いの地元で児童による観光ガイドを行い、勝山市で産出する恐竜をモチーフにしたグッズを渡すなど交流がある。児童による観光ガイドは平泉寺の魅力を外部に発信するため、一般向けにも計画されている。同じく勝山市に所在する福井県立恐竜博物館とも交流があり、企画展に際して児童による開催時のテープカットや記念の寸劇などを披露している。

## 出身者
女子バドミントン選手の山口茜の母校でもある。2020年東京オリンピック出場を記念して2021年には彼女の小学生時代の写真・版画・文集などが展示された。また、2020年には道徳の教材としてビデオメッセージが送られ、翌年にその謝礼として2019年から製作しているヨシを材料にしたストローを贈った。